# Frane Čačić
Frane Čačić (Zagabria, 25 giugno 1980) è un ex calciatore croato.

## Carriera

### Nazionale
Con le nazionali giovanili ha disputato solo due partite, una partita contro la Slovenia e una contro la Grecia.

## Statistiche

### Cronologia presenze e reti in nazionale
| Cronologia completa delle presenze e delle reti in nazionale ― Croazia under 21 | Cronologia completa delle presenze e delle reti in nazionale ― Croazia under 21 | Cronologia completa delle presenze e delle reti in nazionale ― Croazia under 21 | Cronologia completa delle presenze e delle reti in nazionale ― Croazia under 21 | Cronologia completa delle presenze e delle reti in nazionale ― Croazia under 21 | Cronologia completa delle presenze e delle reti in nazionale ― Croazia under 21 | Cronologia completa delle presenze e delle reti in nazionale ― Croazia under 21 | Cronologia completa delle presenze e delle reti in nazionale ― Croazia under 21 |
| Data                                                                            | Città                                                                           | In casa                                                                         | Risultato                                                                       | Ospiti                                                                          | Competizione                                                                    | Reti                                                                            | Note                                                                            |
| ------------------------------------------------------------------------------- | ------------------------------------------------------------------------------- | ------------------------------------------------------------------------------- | ------------------------------------------------------------------------------- | ------------------------------------------------------------------------------- | ------------------------------------------------------------------------------- | ------------------------------------------------------------------------------- | ------------------------------------------------------------------------------- |
| 24-4-2001                                                                       | Čakovec                                                                         | Croazia under 21                                                                | 2 – 2                                                                           | Grecia under 21                                                                 | Amichevole                                                                      | -                                                                               | 73’ 83’                                                                         |
| Totale                                                                          |                                                                                 | Presenze                                                                        | 1                                                                               |                                                                                 | Reti                                                                            | 0                                                                               |                                                                                 |

| Cronologia completa delle presenze e delle reti in nazionale ― Croazia under 20 | Cronologia completa delle presenze e delle reti in nazionale ― Croazia under 20 | Cronologia completa delle presenze e delle reti in nazionale ― Croazia under 20 | Cronologia completa delle presenze e delle reti in nazionale ― Croazia under 20 | Cronologia completa delle presenze e delle reti in nazionale ― Croazia under 20 | Cronologia completa delle presenze e delle reti in nazionale ― Croazia under 20 | Cronologia completa delle presenze e delle reti in nazionale ― Croazia under 20 | Cronologia completa delle presenze e delle reti in nazionale ― Croazia under 20 |
| Data                                                                            | Città                                                                           | In casa                                                                         | Risultato                                                                       | Ospiti                                                                          | Competizione                                                                    | Reti                                                                            | Note                                                                            |
| ------------------------------------------------------------------------------- | ------------------------------------------------------------------------------- | ------------------------------------------------------------------------------- | ------------------------------------------------------------------------------- | ------------------------------------------------------------------------------- | ------------------------------------------------------------------------------- | ------------------------------------------------------------------------------- | ------------------------------------------------------------------------------- |
| 18-5-2000                                                                       | Križevci                                                                        | Slovenia under 20                                                               | 0 – 4                                                                           | Croazia under 20                                                                | Amichevole                                                                      | -                                                                               | 51’                                                                             |
| Totale                                                                          |                                                                                 | Presenze                                                                        | 1                                                                               |                                                                                 | Reti                                                                            | 0                                                                               |                                                                                 |

## Palmarès
- Campionato croato: 3

NK Zagabria: 2001-2002
Hajduk Spalato: 2003-2004, 2004-2005